# اسويدات ولد وداد
سويدات ولد وداد (1929 م أكجوجت - 19 يناير 1976 م عين بنتيلي).
سويدات هو أحد ابرز القادة العسكريين في الجيش الموريتاني وله دور في حرب الصحراء ضد جبهة البوليساريو. 

## مسيرته العسكرية
ولد في ضواحي مدينة أكجوجت 1929 م حيث كان ابوه وداد يعمل ضمن فرقة الجمالة التابعة للحرس الفرنسي العاملة في موريتانيا آنذاك. 
دخل سويدات الخدمة العسكرية بتاريخ 26 سبتمبر 1952 م حيث تلقى تكوينه العسكري في مديرية التكوين لدول ما وراء البحار ومدرسة الوحدات المحمولة جوا بفرنسا، وتدرج من رتبة عريف حتى أصبح رائدا في سنة 1975 م.

## أعماله العسكرية
تولي مهمة إخماد نار الحرب أثناء التحرشات علي الحدود مالي الموريتانية في بداية الستينات، وكان له دور في وفرض الأمن خلال الأحداث العرقية الدامية التي شهدتها نواكشوط في 8 فبراير 1966 م حيث تم تعيينه وبقرار رسمي مساعدا لقائد أركان القوات المسلحة الموريتانبة النقيب المصطفي ولد محمد السالك.
وقد تولى الإشراف علي تأسيس وحدة المظليين وقوات الصاعقة في البلاد، وكان أول ضابط مظلي موريتاني.[بحاجة لمصدر]، وفي سنة 1971 م تولى قيادة الحرس الوطني حيث قام بتنظيمه على أسس عصرية. وفي سنة 1975 عين واليا مساعدا بالحوض الشرقى.
عندما قامت إسبانيا بتسليم الصحراء لكل من المغرب وموريتانيا وفق اتفاقية مدريد اندلعت حرب الصحراء، وأثناء ذلك عين قائدا لحامية عين بنتيلي في 1975 وحاكما لمقاطعتها.
حصل اسويدات علي عدة أوسمة منها وسام الشرف العسكري ووسام الشجاعة في القيادة، وفارس في نظام الاستحقاق الوطني (من فرنسا) ثم وسام الجيش الوطني وفارس في نظام الاستحقاق الوطني.
ولدى خلف اسويدات بنتين وولدين (الزين ولد اسودات مقدم طيار واللب ضابط في الحرس الوطني)  وإبنيته إحداهما هي زوجة وزير الخارجية الموريتاني الحالي أحمد ولد تكدي.

## مقتله
صبيحة يوم الأثنين 19 يناير 1976 م قتل إثر هجوم مباغت على عين بنتيلي قامت به قوات من جبهة البوليساريو وفي يوم الأحد 15 فبراير 1976 أقام الجيش له وللجنود اللذين سقطوا معه عند مدخل قلعة عين بنتيلي حفل تأبين رسمي.
ترأس هذه المراسيم الرائد أحمد ولد بوسيف قائد المنطقة العسكرية الثانية وحضرها الرائد معاوية ممثلا عن قيادة أركان الجيش بنواكشوط وعدد كبير من الضباط والجنود.